# Georg Stanford Brown
Georg Stanford Brown, född 24 juni 1943 i Havanna, är en kubansk-amerikansk skådespelare och regissör. Brown har bland annat medverkat i serier som Rötter och Nord och Syd. Han har också regisserat flera avsnitt av tv-serien Spanarna på Hill Street.

## Filmografi i urval
- 1967 – Den onda ön
- 1968 – Bullitt
- 1969–1971 – Mannix (TV-serie)
- 1972 – The Man
- 1972–1976 – The Rookies (TV-serie)
- 1977 – Rötter (TV-serie)
- 1979 – Roots: The Next Generations (TV-serie)
- 1980 – Dårfinkarna
- 1984 – The Jesse Owens Story (TV-film)
- 1984 – Cagney & Lacey (TV-serie)
- 1985 – Nord och Syd (TV-serie)
- 1987–1989 – Matlock (TV-serie)
- 1990 – Rättvisans män (TV-serie)
- 2004 – Nip/Tuck (TV-serie)